# Andreas Hermes
Andreas Hermes (Keulen, 16 juli 1878 – Krälingen, 4 januari 1964) was een Duits christendemocratisch politicus, verzetsstrijder en landbouwdeskundige.
Andreas Hermes was afkomstig uit de kleine burgerij. Tussen 1896 en 1906 studeerde Hermes rechten in Bonn en landbouwwetenschappen en filosofie in Berlijn. Vanaf 1901 was hij leraar landbouw in Cloppenburg. Van 1911 tot 1914 was Hermes directeur van het Internationaal Landbouw Instituut te Rome.
In 1920 sloot hij zich aan bij de katholieke Zentrumspartei. Van 1920 tot 1922 was hij minister van Landbouw en van 1921 tot 1923 minister van Financiën. Hermes was van 1924 tot 1928 lid van de Pruisische Landdag en van 1928 tot 1933 lid van de Rijksdag. Hij was tevens voorzitter van de Duitse Boerenvereniging. In die laatste functie werd hij na de machtsovername van de nazi's in 1933 gedwongen om zich naar hun wensen te schikken. In maart 1933 werd hij door nazi's gearresteerd.
In 1936 vertrok Hermes naar de Verenigde Staten en werkte er als economisch adviseur aan de Columbia University.
In 1939 keerde Hermes naar Duitsland terug en nam contact op met het Duitse verzet tegen de nazi's. Hij sloot zich aan bij de katholieke Von Ketteler Cirkel (verzetsgroep). Hij was betrokken bij de plannen van Carl Friedrich Goerdeler en Claus von Stauffenberg om Hitler om te brengen. Als een eventuele aanslag op Hitler gelukt zou zijn, zou Hermes minister van Landbouw zijn geworden in een antinazi-kabinet, geleid door Goerdeler (een oud-burgemeester van Leipzig).
Na de mislukte juli-aanslag op Adolf Hitler door Von Stauffenberg werd Hermes gearresteerd. Op 11 januari 1945 werd hij ter dood veroordeeld. Zijn vrouw wist steeds zijn executie uit te stellen. In april 1945 werd hij door de Sovjets bevrijd.
In mei 1945 werd Hermes raadslid van Berlijn en plaatsvervangend burgemeester. In juni 1945 richtte hij met vrienden de Christlich-Demokratische Union (CDU) op in de Sovjet-bezettingszone in Duitsland. Hermes wil nadrukkelijk een interconfessionele partij, waarin plaats is voor rooms-katholieken en protestanten. Tot december 1945 was hij voorzitter van de Oost-CDU. Hij streefde naar een neutraal en verenigd Duitsland. Hij kwam in conflict met de Sovjet-autoriteiten in Oost-Duitsland over de door de Sovjets voorgenomen landhervorming. Hij verliet daarop de Sovjet-sector van Berlijn en vestigde zich in West-Duitsland en werd actief voor de West-Duitse CDU. Hij was sindsdien een van de belangrijkste politici die zich inzetten voor de vereniging van Duitsland en verbetering van de betrekkingen met Oost-Europese landen. Van 1947 tot 1954 was hij voorzitter van het Deutsche Bauernverband.
In 1950 verkreeg hij een eredoctoraat aan de Universiteit van Bonn. In 1958 legde hij om gezondheidsredenen zijn ambten neer.
Hij overleed op 85-jarige leeftijd in Krälingen in de Eifel.